# Setra S 415 GT-HD

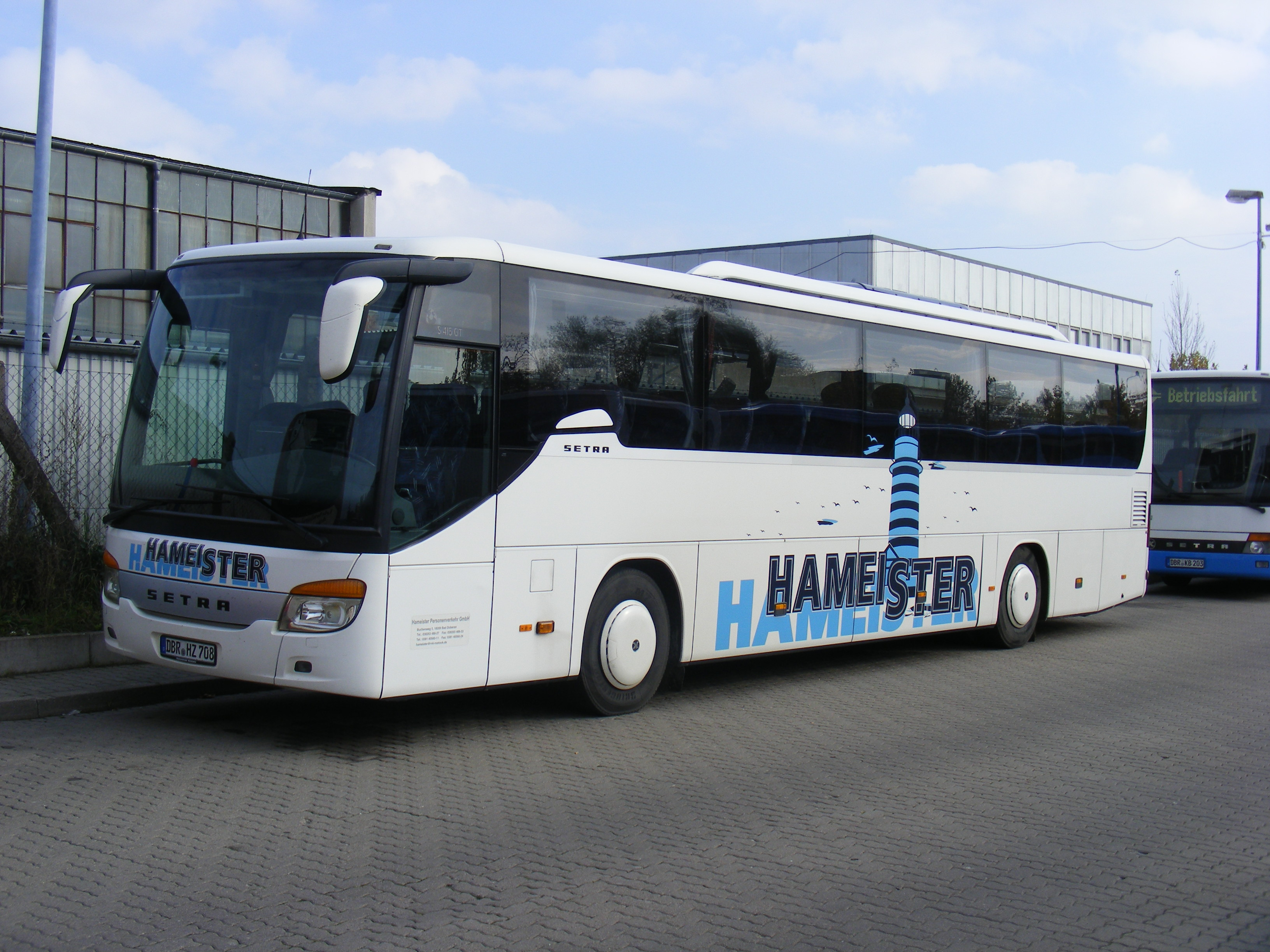
Setra S 415 GT

Setra S 415 GT-HD — туристический автобус, выпускаемый немецкой компанией Setra с 2003 по 2013 год. Вытеснен с конвейера моделью Setra S 515 HD. 

## Эксплуатация вРоссии
В 2008 году в Коломне в парк АО «Мострансавто» поступил автобус Setra S 415 GT-HD, переданный из Германии. На его борту была изображена аэрография «Вперёд, Россия!». Как известно, автобус перевозил сборную России во время Чемпионата Европы по футболу 2008. Справа изображены моменты встречи сборной России и Голландии, а слева — игры сборной России против Греции и Испании.

## Эксплуатация в других странах
| Предприятие         | Серия                 | Количество |
| Люксембург          | Люксембург            | Люксембург |
| ------------------- | --------------------- | ---------- |
| Demy Schandeler     | DC1015, DC1102        | 2          |
| Voyages Emile Weber | 523-525               | 3          |
| Voyages Huberty     | HU3015                | 1          |
| Voyages Vandivinit  | VV2023, VV2043-VV2044 | 3          |
| Нидерланды          |                       |            |
| Besseling Travel    | 17-21, 42-43          | 7          |